# الکساندر گولووین (بازیکن فوتبال)
الکساندر سرگِیِویچ گولووین (روسی: Александр Сергеевич Головин؛ زادهٔ ۳۰ مهٔ ۱۹۹۶) بازیکن فوتبال اهل روسیه است که برای باشگاه فوتبال موناکو بازی می‌کند.
از باشگاه‌هایی که در آن بازی کرده است می‌توان به زسکا مسکو و موناکو اشاره کرد.
گولووین در یک خانواده معدنچی در شهر کوچک کالتان در جنوب سیبری متولد شد. گولووین اولین بازی خود را برای زسکا مسکو در سپتامبر ۲۰۱۴ و اولین گل خود را برای زسکا در آوریل ۲۰۱۶ در مقابل اف سی موردویا سارانسک به ثمر رساند. گولووین در ژوئیه ۲۰۱۸ قراردادی پنج ساله با موناکو امضا کرد.
وی همچنین برای تیم ملی فوتبال روسیه در ۴۷ بازی به میدان رفته و ۶ گل نیز به ثمر رسانده است.

## آمار ملی

### بازی‌های ملی
تا تاریخ ۲۰ نوامبر ۲۰۲۳
| روسیه | روسیه | روسیه | روسیه  |
| سال   | بازی  | گل    | پاس گل |
| ----- | ----- | ----- | ------ |
| ۲۰۱۵  | ۱     | ۱     | ۰      |
| ۲۰۱۶  | ۷     | ۱     | ۰      |
| ۲۰۱۷  | ۷     | ۰     | ۰      |
| ۲۰۱۸  | ۱۰    | ۱     | ۳      |
| ۲۰۱۹  | ۸     | ۲     | ۷      |
| ۲۰۲۱  | ۱۲    | ۰     | ۳      |
| ۲۰۲۳  | ۲     | ۱     | ۱      |
| مجموع | ۴۷    | ۶     | ۱۴     |

### گل‌های ملی
| شماره | تاریخ          | میزبان   | بازی ملی | حریف     | نتیجه | رقابت                         |
| ----- | -------------- | -------- | -------- | -------- | ----- | ----------------------------- |
| ۱     | ۷ ژوئن ۲۰۱۵    | خیمکی    | ۱        | بلاروس   | ۴–۲   | دوستانه                       |
| ۲     | ۲۶ مارس ۲۰۱۶   | مسکو     | ۲        | لیتوانی  | ۳–۰   | دوستانه                       |
| ۳     | ۱۴ ژوئن ۲۰۱۸   | مسکو     | ۲۰       | عربستان  | ۵–۰   | جام جهانی ۲۰۱۸ روسیه          |
| ۴     | ۱۰ اکتبر ۲۰۱۹  | مسکو     | ۳۱       | اسکاتلند | ۴–۰   | مقدماتی جام ملت‌های اروپا ۲۰۲۰ |
| ۵     | ۱۳ اکتبر ۲۰۱۹  | نیکوزیا  | ۳۲       | قبرس     | ۵–۰   | مقدماتی جام ملت‌های اروپا ۲۰۲۰ |
| ۶     | ۲۰ نوامبر ۲۰۲۳ | ولگوگراد | ۴۷       | کوبا     | ۸–۰   | دوستانه                       |